# Wallace (Indiana)
Wallace és una població dels Estats Units a l'estat d'Indiana. Segons el cens del 2000 tenia 100 habitants.

## Demografia
Segons el cens del 2000, Wallace tenia 100 habitants, 35 habitatges, i 24 famílies. La densitat de població era de 482,6 habitants/km².
Dels 35 habitatges en un 34,3% hi vivien nens de menys de 18 anys, en un 57,1% hi vivien parelles casades, en un 5,7% dones solteres, i en un 31,4% no eren unitats familiars. En el 28,6% dels habitatges hi vivien persones soles l'11,4% de les quals corresponia a persones de 65 anys o més que vivien soles. El nombre mitjà de persones vivint en cada habitatge era de 2,86 i el nombre mitjà de persones que vivien en cada família era de 3,46.
Per edats la població es repartia de la següent manera: un 33% tenia menys de 18 anys, un 5% entre 18 i 24, un 29% entre 25 i 44, un 15% de 45 a 60 i un 18% 65 anys o més.
L'edat mediana era de 32 anys. Per cada 100 dones de 18 o més anys hi havia 91,4 homes.
La renda mediana per habitatge era de 39.583 $ i la renda mediana per família de 31.875 $. Els homes tenien una renda mediana de 25.938 $ mentre que les dones 28.750 $. La renda per capita de la població era de 10.386 $. Entorn del 18,5% de les famílies i el 23,4% de la població estaven per davall del llindar de pobresa.

## Poblacions més properes
El següent diagrama mostra les poblacions més properes.